# Saraburi (provincie)
Saraburi is een Thaise provincie in het centrale gedeelte van Thailand. In december 2002 had de provincie 621.994 inwoners, waarmee het de 41e provincie qua bevolking in Thailand is. Met een oppervlakte van 3576,5 km² is het de 56e qua omvang in Thailand. De provincie ligt op ongeveer 107 kilometer van Bangkok. Saraburi grenst aan de provincies/landen: Lopburi, Nakhon Ratchasima, Nakhon Nayok, Pathumthani en Ayutthaya.
Op het provinciale zegel van Saraburi is de tempel Wat Phra Buddha Baat afgebeeld. De provinciale boom is Lagerstroemia floribunda. De provinciale bloem is de gele katoenboom (Cochlospermum regium).

## Provinciale symbolen
|  | Op het provinciale zegel van Saraburi is de tempel Wat Phra Buddha Baat afgebeeld. De provinciale boom is Lagerstroemia floribunda. De provinciale bloem is de gele katoenboom (Cochlospermum regium). |

## Politiek

### Bestuurlijke indeling
De provincie is onderverdeeld in 13 districten (Amphoe), die verder zijn onderverdeeld in 111 gemeenten (tambon) en 965 dorpen (moobaan).
| Amphoe \| 1. Mueang Saraburi 2. Kaeng Khoi 3. Nong Khae 4. Wihan Daeng 5. Nong Saeng 6. Ban Mo 7. Don Phut \| 8. Nong Don 9. Phra Phutthabat 10. Sao Hai 11. Muak Lek 12. Wang Muang 13. Chaloem Phra Kiat \| |                                                                                              |
| 1. Mueang Saraburi 2. Kaeng Khoi 3. Nong Khae 4. Wihan Daeng 5. Nong Saeng 6. Ban Mo 7. Don Phut | 8. Nong Don 9. Phra Phutthabat 10. Sao Hai 11. Muak Lek 12. Wang Muang 13. Chaloem Phra Kiat |